# Timonius glabrior
Timonius glabrior là một loài thực vật có hoa trong họ Thiến thảo. Loài này được (Valeton) K.M.Wong miêu tả khoa học đầu tiên năm 1988.